# Chaumont Bay
Die Chaumont Bay ist eine Bucht im Jefferson County im US-Bundesstaat New York und ein Seitenarm des Ontariosees. Größere Siedlungen an der Bucht sind Chaumont und Three Mile Bay. Auf der südwestlich der Bucht vorgelagerten Halbinsel Point Penninsula existiert ein Naturschutzgebiet, das Point Penninsula Wildlife Management Area, das im Norden und Nordosten von einem Campingplatz, einigen Wochenendhäusern und Bootsanlegestellen gesäumt ist. Der einzige wesentliche Zufluss ist der Chaumont River.
Mit Stand von 2007 wird das Gewässer als belastet durch Plastik- und Abwassereinträge eingestuft. In der Folge wird der Genuss von selbstgefangenem Fisch und das Baden im See nur eingeschränkt empfohlen. Der Bau eines Abwassersystems und einer Kläranlage in der größten Ufersiedlung, Chaumont, im Jahr 2002 hätte aber wesentlich zur Verbesserung der Wasserqualität beigetragen; die nicht angeschlossenen, einzeln liegenden Hütten und Häuser entlang des Seeufers wären aber noch ein Problem.